# 甲岙吕氏宗祠
甲岙吕氏宗祠位于中国浙江省宁波市奉化区裘村镇甲岙村吕夹岙自然村，清朝宗祠，建筑坐北朝南，为四合院式，设有门厅及正殿，门厅东西两侧各设有两间耳房，正殿两侧各设有一埭厢房，天井由石板铺地，2016年7月11日公布为奉化市文物保护单位，2023年9月1日公布为宁波市文物保护单位。